# Windbergen
Windbergen ist eine Gemeinde im Kreis Dithmarschen in Schleswig-Holstein.

## Geografie

### Geografische Lage
Das Gemeindegebiet von Windbergen erstreckt sich auf dem Geestrücken des Naturraums Heide-Itzehoer Geest (Haupteinheit Nr. 693) südöstlich der Stadt Meldorf. Am östlichen Rand vereinigen sich die Bachläufe der Weddelbek und Frestedter Au zur Süderau, die ab hier die nördliche Grenze der Gemarkung markiert.

### Gemeindegliederung
Die Ortsteile sind Windberger Bahnhof, Spersdiek und Schmalbeck.

## Geschichte
Die Gemeinde gehörte ursprünglich zum Kirchspiel Meldorf. Als 1495 auf einem Acker eine Messingfigur des gekreuzigten Jesus gefunden wurde, bauten die Einheimischen hier eine Kapelle. Bis zum Einzug der Reformation in Dithmarschen 1533 war die Wallfahrt zum Heiligen Kreuz sehr beliebt. Im Jahre 1547 wurde die Kirche zur Pfarrkirche.
Am 1. April 1934 wurde die Kirchspielslandgemeinde Südermeldorf-Geest aufgelöst. Alle ihre Dorfschaften, Dorfgemeinden und Bauerschaften wurden zu selbständigen Gemeinden/Landgemeinden, so auch Windbergen.

## Politik

### Gemeindevertretung
Bei der Kommunalwahl am 14. Mai 2023 wurden insgesamt elf Sitze vergeben. Von diesen erhielten die Kommunale Wählervereinigung Windbergen sieben Sitze und das Bürger-Bündnis-Windbergen vier Sitze.

### Wappen
Blasonierung: „In Silber eine gesenkte, schräglinke rote Schrägzinnenmauer, darüber, etwas nach rechts aus der Mitte versetzt, ein blaues Ankerkreuz.“

## Sehenswürdigkeiten
- Die alte, kleine Kirche zum Heiligen Kreuz wurde 1742 abgerissen und an derselben Stelle neu und wesentlich größer wiederaufgebaut, gehört aber immer noch zu den kleineren Kirchen in Dithmarschen. Der Altar stammt noch von 1650. Das 1495 gefundene Kruzifix, das vermutlich aus dem 12. Jahrhundert stammt, steht an einem barocken Holzkreuz befestigt, auf dem Altar.
- Im Ort steht eine Windmühle, deren heutige Version von 1863 stammt und die 1978 zu einer Wohnmühle mit Flügelattrappen umgebaut wurde.
- Auf dem „Wodansberg“ liegt das Grab des Erfolgsschriftsstellers der Weimarer Republik und späteren Nationalsozialisten Gustav Frenssen.

## Söhne und Töchter der Gemeinde
- Hans Beeck (1896–1983), Politiker (NSDAP) und SS-Untersturmführer
- Jacob Hansen (1799–1880), Propst, Mitglied der Schleswig-Holsteinischen Ständeversammlung